# Sebastian Gacki
Sebastian Gacki (ur. 27 października 1984 r.) – kanadyjski aktor telewizyjny i filmowy, znany ze współpracy z reżyserem Davidem DeCoteau.

## Biogram
Urodził się w północnej części Vancouver. Jego ojciec, Przemysław Gacki, pochodzi z Poznania.
Karierę aktorską rozpoczął w 2005 roku, odkryty przez filmowca niszowego Davida DeCoteau. Ten obsadził go w dwóch swoich homoerotycznych horrorach: nakręconym na potrzeby telewizyjne Killer Bash (2005; rola drugoplanowa) oraz realizowanym na rynek DVD The Brotherhood IV: The Complex (2005; rola główna). Po epizodycznym występie przy boku Iana McKellena i Alana Cumminga w dramacie Eighteen (2005), ponownie pojawił się w projekcie DeCoteau − tym razem w filmie grozy Beastly Boyz (2006). Gościnnie zagrał w serialach Tajemnice Smallville (Smallville) i Kyle XY.

## Filmografia
- 2009: The Thaw jako Chad
- 2008: Under One Roof jako Dan Ewing (serial TV)
- 2008: Flash Gordon jako Rivus (serial TV)
- 2008: Pokój na końcu korytarza (Nightmare at the End of the Hall) jako młody Brett
- 2008: The Harvest Project jako Kyle
- 2007: Loch Ness Terror (Beyond Loch Ness) jako Brody
- 2007: Playing Cards jako Tyler
- 2006: Jedyne wyjście (One Way) jako mężczyzna #3
- 2006: Kyle XY jako ratownik (serial TV)
- 2006: Beastly Boyz jako Travis
- 2005–2006: Tajemnice Smallville (Smallville) jako Alden/dostawca (serial TV)
- 2005: Eighteen jako niemiecki żołnierz
- 2005: Killer Bash jako Matt
- 2005: The Brotherhood IV: The Complex jako Lee Hanlon